# Gol de oro

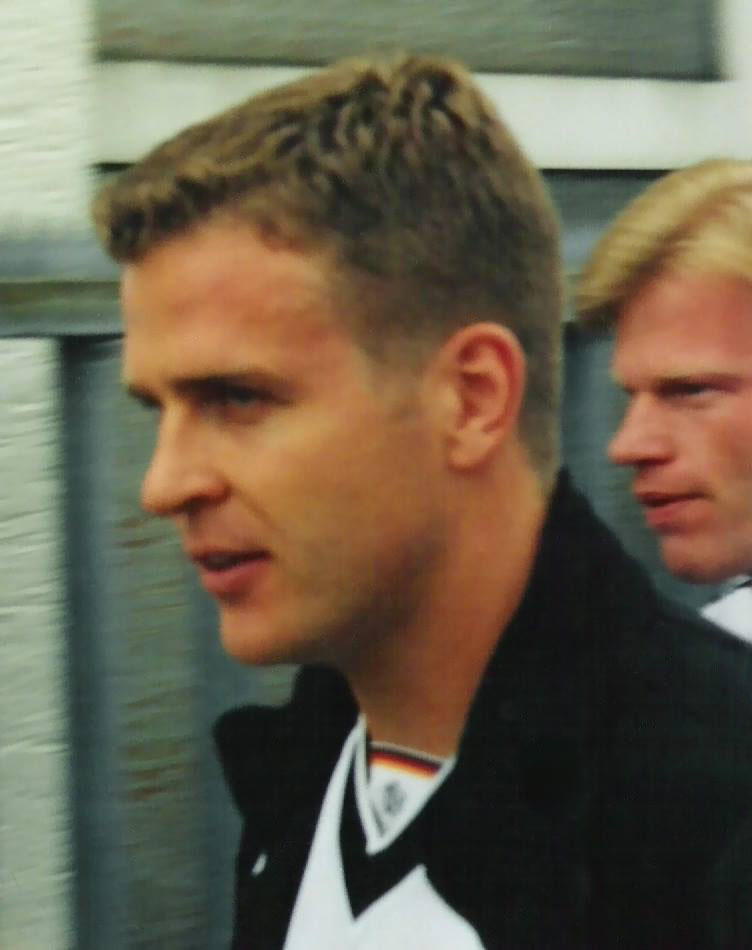
Oliver Bierhoff fue el autor del primer gol de oro en la historia del fútbol. Ocurrió en la final de la Eurocopa 1996 cuando su equipo, la selección alemana, se enfrentó a la República Checa.

El gol de oro o el punto de oro es una regla que se usa en diversos deportes como el fútbol, béisbol, hockey sobre hielo, hockey sobre césped, hockey con pelota,  lacrosse, floorball y korfball para decidir el ganador de un partido (normalmente un partido de eliminación directa) que termina empatado después del tiempo reglamentario. En general este tipo de sistema de desempate se conoce como muerte súbita. Según esta regla, iniciada la prórroga, esta se da por concluida inmediatamente si algún equipo anota un gol (o un punto, dependiendo del deporte), ya que el mismo otorgaba automáticamente la victoria al que lo marcaba. El gol podía anotarse en cualquier momento del tiempo suplementario; el equipo que marca ese gol o punto durante la prórroga será el ganador. 
En el caso del fútbol, la FIFA introdujo esta norma formalmente en 1994. Sin embargo, dejó de aplicarse en 2004 en la mayoría de los partidos autorizados por la FIFA. El gol de plata, con un concepto similar, sustituyó al gol de oro entre 2002 y 2004 y también acabó suprimido.
El gol de oro se sigue usando en los partidos de la NCAA y en los de hockey sobre hierba sancionados por la FIH, así como en los partidos de hockey sobre patines organizados por la FIRS. Un concepto similar, el punto de oro, se utiliza en los juegos de la National Rugby League. Una regla de gol de oro similar también se usa en todos los juegos de tiempo extra de la Liga Nacional de Hockey (NHL); sin embargo, no se utiliza el término "gol de oro". Una regla similar al gol de oro también se aplica en la National Football League de fútbol americano (solo si se anota un touchdown o un safety o cualquier anotación en cualquier posesión después de la primera posesión), aunque no se usa el término en sí.

## Historia
Tras implementarlo la FIFA en 1994, se aplicó en la semifinal del Campeonato Europeo sub-21 disputada en Montpellier (Francia) entre Italia y Portugal. El primero que se marcó en una competencia de primer nivel fue en la Eurocopa 1996, cuando Alemania derrotó en la final al combinado de la República Checa. Se estrenó en una Copa Mundial de Fútbol en octavos de final de Francia 1998, cuando la selección local derrotó a Paraguay. 
Sin embargo, existen antecedentes históricos de su implementación esporádica. Uno de ellos se produjo en la segunda edición de la Copa Latina: tras finalizar el partido de desempate de la final entre el Benfica y el Girondins con empate tras la prórroga, que se decidió que se jugarían nuevos tiempos de diez minutos cada uno hasta que uno de los equipos anotase un gol. Fue una de las normas que estableció la Real Federación Española de Fútbol para dirimir un vencedor en caso de empate en una eliminatoria del citado torneo, del que fue promotor e inventor.
En 2002, la UEFA creó un nuevo sistema, el gol de plata, que se utilizó hasta la Eurocopa 2004. Sin embargo, la FIFA decidió abolir en 2004 el uso de los goles de oro y de plata de toda competición futbolística y regresar a la prórroga de dos tiempos extras completos de 15 minutos y los tiros desde el punto penal, ya que estimulaba mucho al juego defensivo, puesto que muchos equipos preferían mantener el empate a arriesgarse a recibir un gol y perder el partido de forma instantánea.
Después de que la FIFA aboliera el gol de oro en julio de 2004, la NCAA mantuvo el uso del gol de oro para decidir partidos del fútbol universitario en los Estados Unidos.

## Ejemplos del gol de oro
- Final de la Eurocopa 1996: Alemania 2 - 1 República Checa (gol de oro en el minuto 95')
- Semifinal del Torneo Olímpico masculino de Fútbol de Atlanta 1996: Nigeria 4 - 3 Brasil (gol de oro en el minuto 94')
- Semifinal del Torneo Olímpico femenino de Fútbol de Atlanta 1996: Estados Unidos 2 - 1 Noruega (gol de oro en el minuto 100')
- Repesca de la Clasificación de AFC para la Copa Mundial de Fútbol de 1998: Japón 3 - 2 Irán (gol de oro en el minuto 118')
- Semifinal de la FIFA Confederaciones 1997: Australia 1 - 0 Uruguay (gol de oro en el minuto 92')
- Octavos del Mundial 98: Francia 1 - 0 Paraguay (gol de oro en el minuto 114')
- Semifinal de la FIFA Confederaciones 1999: México 1 - 0 Estados Unidos (gol de oro en el minuto 97')
- Cuartos de final del Mundial Femenino de 1999: Brasil 4 - 3 Nigeria (gol de oro en el minuto 104')
- Semifinal de la Eurocopa 2000: Francia 2 - 1 Portugal (gol de oro en el minuto 117')
- Final de la Eurocopa 2000: Francia 2 - 1 Italia (gol de oro en el minuto 103')
- Supercopa de Europa 2000: Galatasaray 2 - 1 Real Madrid (gol de oro en el minuto 103')
- Cuartos de final del Torneo Olímpico masculino de Fútbol de Sídney 2000: Camerún 2 - 1 Brasil (gol de oro en el minuto 113')
- Final del Torneo Olímpico femenino de Fútbol de Sídney 2000: Noruega 3 - 2 Estados Unidos (gol de oro en el minuto 102')
- Final de la UEFA 2000-01: Liverpool FC 5 - 4 Deportivo Alavés (gol de oro en el minuto 117')
- Octavos de final del Mundial 2002: Senegal 2 - 1 Suecia (gol de oro en el minuto 104')
- Octavos de final del Mundial 2002: Corea del Sur 2 - 1 Italia (gol de oro en el minuto 117')
- Cuartos de final del Mundial 2002: Turquía 1 - 0 Senegal (gol de oro en el minuto 94')
- Cuartos de final de la Copa Mundial Femenina Sub-19 de 2002: Brasil 4 - 3 Australia (gol de oro en el minuto 100')
- Cuartos de final de la Copa Mundial Femenina Sub-19 de 2002: Japón 1 - 2 Alemania (gol de oro en el minuto 94')
- Final de la Copa Mundial Femenina Sub-19 de 2002: Canadá 0 - 1 Estados Unidos (gol de oro en el minuto 109')
- Final de la Copa Oro Femenina de la Concacaf de 2002: Estados Unidos 2 - 1 Canadá (gol de oro en el minuto 94')
- Final de la FIFA Confederaciones 2003: Francia 1 - 0 Camerún (gol de oro en el minuto 97', último partido en el que anota un gol de este tipo en competiciónes masculinas[4])
- Final del Mundial Femenino de 2003: Alemania 2 - 1 Suecia (gol de oro en el minuto 98', último partido oficial de la FIFA en el que anota un gol de este tipo)